# Abernathyit
Abernathyit – rzadki, uwodniony minerał zawierający tlenki uranu. 
Pierwszy raz wydobyty ze złóż uranu niedaleko Moab w stanie Utah.

## Właściwości
Krystalizuje w układzie tetragonalnym. Wykształca kryształy o pokroju grubotabliczkowym. Jest minerałem kruchym i przezroczystym. Posiada jasnożółtą rysę i szklisty połysk. 

## Występowanie
Występuje w strefie utleniania złóż uranu. Towarzyszą mu heinrichit i zeuneryt. Został stwierdzony we Francji, w Niemczech, RPA, na Węgrzech oraz w Stanach Zjednoczonych (Utah, Dakota Południowa). W Polsce spotykany na Dolnym Śląsku.